# Artena obsoleta
Artena obsoleta är en fjärilsart som beskrevs av W. Warren 1913. Artena obsoleta ingår i släktet Artena och familjen nattflyn. Inga underarter finns listade i Catalogue of Life.